# أنهيدريد البروبيونيك
أنهيدريد البروبيونيك مركب عضوي صيغته الجزيئية (CH3CH2CO)2O. أنهيدريد البروبيونك لسائل لالون له يستعمل كعامل في التحضيرات العضوية

## التحضير
يحضر أنهيدريد البروبيونيك بنزع الماء من حمض البروبانويك باستخدام الكيتين كما في المعادلة الأتية

2 CH3CH2CO2H + CH2=C=O → (CH3CH2CO)2O + CH3CO2H

## السلامة
أنهيدريد البروبيونيك له رائحة كريهه جداً و ويجب الحذر منه لانه عندما يلامس الجلد قد يسبب حروق شديدة وبخار هذا المركب يسبب تهيجاً في العين لذلك يجب ارتداء النظارات لأجل حماية العينين

## السلائف الكيميائية
تم أدراج أنهيدريد البروبيونيك من قبل إدارة مكافحة المخدرات الأمريكية لإحتمالية استخدامة في صناعة المخدرات.